# Nyikolszki járás (Penzai terület)
A Nyikolszki járás (oroszul Никольский район) Oroszország egyik járása a Penzai területen. Székhelye Nyikolszk.

## Népesség
- 1989-ben 46 619 lakosa volt.
- 2002-ben 39 175 lakosa volt, melynek 84,3%-a orosz, 13,1%-a mordvin, 1,1%-a tatár.
- 2010-ben 34 271 lakosa volt.

A mordvinok főleg Karamal, Alovo, Szabanovo és Bolsoje Permijovo települések lakói. 